# Harasiuki (gmina)
Harasiuki (do 1954 gmina Huta Krzeszowska) – gmina wiejska w województwie podkarpackim, w powiecie niżańskim. Gmina powstała po reformie administracyjnej 1 stycznia 1973 w województwie lubelskim, w powiecie biłgorajskim. Po kolejnej reformie administracyjnej od 1 czerwca 1975 do 31 grudnia 1998 gmina położona była w województwie tarnobrzeskim.
Siedziba gminy to Harasiuki.
Według danych z 31 grudnia 2020 gminę zamieszkiwało 6049 osób.

## Struktura powierzchni
Według danych z roku 2002 gmina Harasiuki ma obszar 168,29 km², w tym:
- użytki rolne: 42%
- użytki leśne: 50%

Gmina stanowi 21,42% powierzchni powiatu.

## Demografia

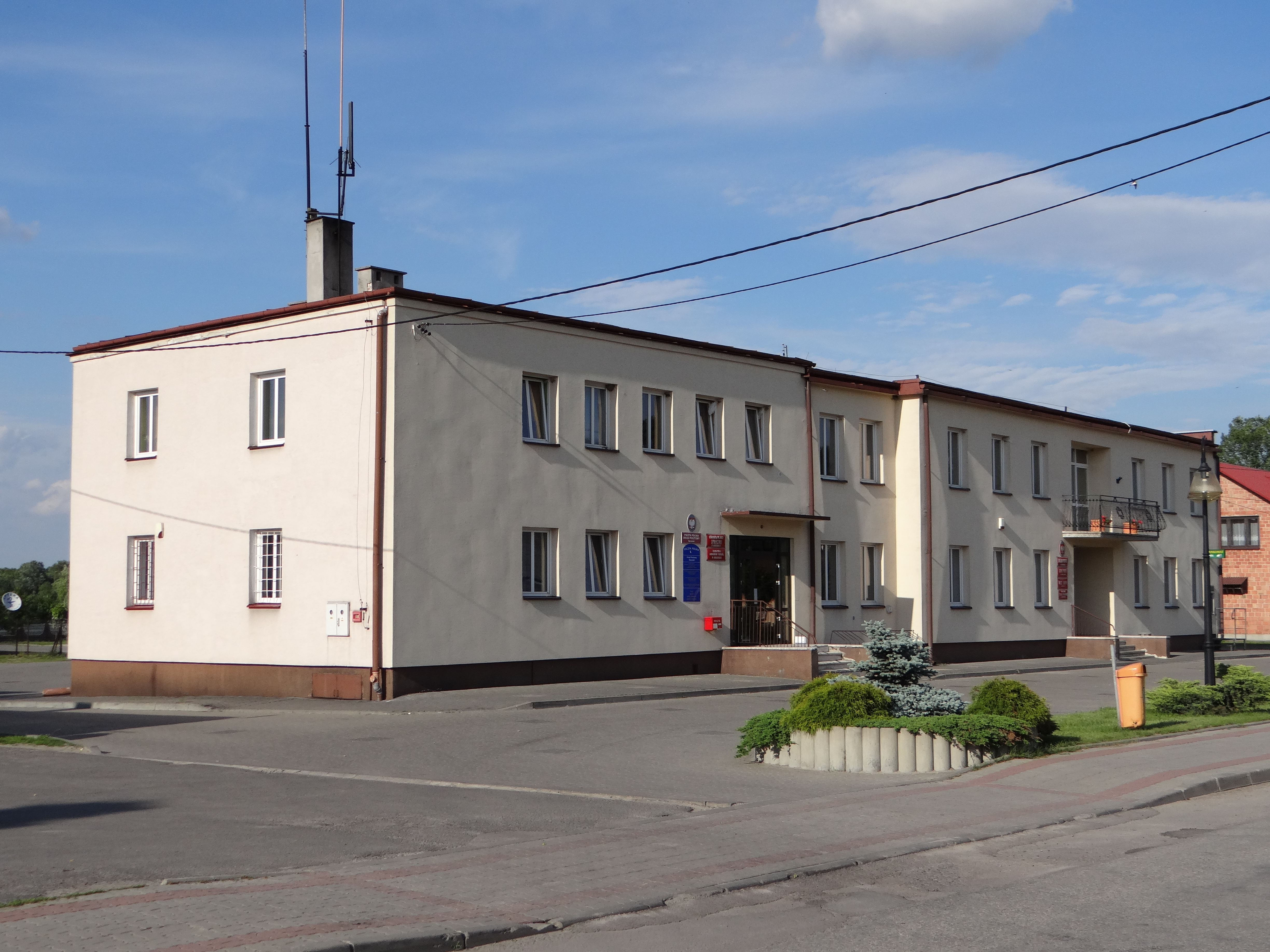
Budynek Urzędu Gminy Harasiuki

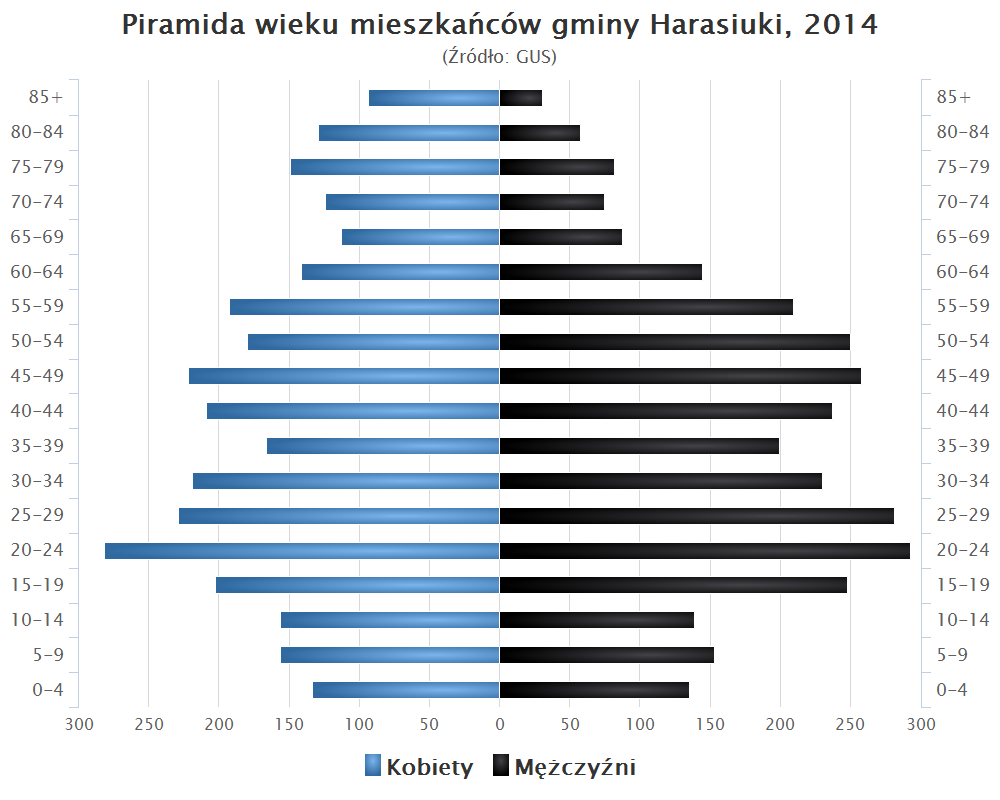
Piramida wieku mieszkańców gminy Harasiuki w 2014 roku

Liczba ludności (dane z 31 grudnia 2020):
|        | Ogółem | Ogółem | Kobiety | Kobiety | Mężczyźni | Mężczyźni |
| osób   | %      | osób   | %       | osób    | %         |           |
| ------ | ------ | ------ | ------- | ------- | --------- | --------- |
| Ogółem | 6049   | 100    | 3016    | 49,86   | 3033      | 50,14     |
| Miasto | 0      | 0      | 0       | 0       | 0         | 0         |
| Wieś   | 6049   | 100    | 3016    | 49,86   | 3033      | 50,14     |

▶Wieś vs ▶miasto
Ogółem (▶k, ▶m)
Wieś (▶k, ▶m)

## Sołectwa
Banachy, Derylaki, Gózd, Harasiuki, Hucisko, Huta Krzeszowska, Huta Nowa, Huta Podgórna, Huta Stara, Krzeszów Górny, Kusze, Łazory, Maziarnia, Nowa Wieś, Półsieraków, Rogóźnia, Ryczki, Sieraków, Szeliga, Wólka, Żuk Nowy, Żuk Stary.

## Miejscowości bez statusu sołectwa
Kolonia Łazorska, Osada Leśna.

## Sąsiednie gminy
Biłgoraj, Biszcza, Janów Lubelski, Jarocin, Krzeszów, Potok Górny, Ulanów